# Shiloh (condado de DeKalb)
Shiloh es un pueblo ubicado en el condado de DeKalb en el estado estadounidense de Alabama. En el censo de 2000, su población era de 289 habitantes.

## Demografía
En el 2000, la renta per cápita promedio del hogar era de $34 861, y el ingreso promedio para una familia era de $36 696. El ingreso per cápita para la localidad era de $28 431. Los hombres tenían un ingreso per cápita de $29 219 contra $25 893 de las mujeres.

## Geografía
Shiloh se encuentra ubicado en las coordenadas 34°27′56″N 85°52′38″O / 34.46556, -85.87722 (30.668723, -87.922179)
Según la Oficina del Censo de los Estados Unidos, la ciudad tiene un área total de 1.72 millas cuadradas (4.44 km²).